# Juan Vicente Campo Elías
Juan Vicente Campo Elías é um município da Venezuela localizado no estado de Trujillo.
A capital do município é a cidade de Campo Elías.